# Тауер-Гілл (Іллінойс)
Тауер-Гілл (англ. Tower Hill) — селище (англ. village) в США, в окрузі Шелбі штату Іллінойс. Населення — 485 осіб (2020).

## Географія
Тауер-Гілл розташований за координатами 39°23′12″ пн. ш. 88°57′33″ зх. д. / 39.38667° пн. ш. 88.95917° зх. д. (39.386774, -88.959249).  За даними Бюро перепису населення США в 2010 році селище мало площу 2,60 км², уся площа — суходіл.

## Демографія
Згідно з переписом 2010 року, у селищі мешкало 611 особа в 233 домогосподарствах у складі 171 родини. Густота населення становила 235 осіб/км².  Було 256 помешкань (98/км²).
Расовий склад населення:
| - 97,9 % — білих - 0,8 % — чорних або афроамериканців - 0,2 % — корінних американців - 0,2 % — азіатів |

До двох чи більше рас належало 0,8 %. Частка іспаномовних становила 0,3 % від усіх жителів.
За віковим діапазоном населення розподілялося таким чином: 25,7 % — особи молодші 18 років, 59,7 % — особи у віці 18—64 років, 14,6 % — особи у віці 65 років та старші. Медіана віку мешканця становила 39,9 року. На 100 осіб жіночої статі у селищі припадало 109,2 чоловіків;  на 100 жінок у віці від 18 років та старших — 107,3 чоловіків також старших 18 років.
Середній дохід на одне домашнє господарство  становив 47 491 долар США (медіана — 44 028), а середній дохід на одну сім'ю — 52 026 доларів (медіана — 47 031). Медіана доходів становила 39 375 доларів для чоловіків та 34 375 доларів для жінок. За межею бідності перебувало 16,9 % осіб, у тому числі 25,7 % дітей у віці до 18 років та 15,7 % осіб у віці 65 років та старших.
Цивільне працевлаштоване населення становило 194 особи. Основні галузі зайнятості: виробництво — 32,5 %, роздрібна торгівля — 19,6 %, освіта, охорона здоров'я та соціальна допомога — 13,9 %.